# Dragon Quest: Las aventuras de Fly
Las Aventuras de Dai, llamado originalmente Dragon Quest: Dai no Daiboken (DRAGON QUEST-ダイの大冒険-?), es un manga basado en el mundo de fantasía del videojuego Dragon Quest.

## Origen
El manga está inspirado en la exitosa franquicia de videojuegos, Dragon Quest. Escrita por Riku Sanjo e ilustrada por Kōji Inada, el manga empieza como un apéndice a diversos elementos de los primeros tres juegos de la franquicia y luego se transforma en una historia propia sin abandonar los elementos de la franquicia.
El manga consta de 350 capítulos divididos en 37 volúmenes. Fue publicado por Shueisha en la revista Weekly Shonen Jump entre 1989 y 1996. Durante la serialización, la compañía Toei Animation adaptó el manga para la televisión en un anime de 46 episodios, emitido por la cadena japonesa TBS entre el 17 de octubre de 1991 y el 24 de septiembre de 1992. Es uno de los mangas más vendidos en Japón, rondando las 50 millones de copias hasta el año 2022.
El protagonista, Dai, fue renombrado «Fly» en occidente, para evitar confusiones entre los homófonos (en inglés) «Dai» y la palabra inglesa «die» (cuya acepción más común es «morir»).
En España, el manga fue editado por Planeta DeAgostini hasta el número 50 (lo que correspondería al tomo 13 en Japón), en el que la edición fue cancelada, según una nota final en ese mismo número, por su bajo volumen de ventas.
Aunque en un principio Planeta DeAgostini anunció que Dragon Quest aparecería en el Salón del Manga de Barcelona 2008,no fue hasta noviembre de 2022 que vio la luz el primer tomo en España. En Francia y en México, el manga fue publicado en su totalidad. En México, la publicación estuvo a cargo de Editorial Vid. Esta última ha sido reclamada por muchos fanes españoles, al no poder contar con el manga completo en España durante muchos años, y los más afortunados han podido contentarse con esta edición de habla hispana.
Posteriormente, la popularidad del manga en Japón dio la opción a la creación de la serie en versión animada, su primera emisión fue en 1991 y la finalización de ésta en 1992. En total se realizaron 46 episodios que no llegaron a abarcar toda la historia debido a que la producción alcanzó la línea argumental del manga, finalizando la serie en un punto medio.
A lo largo de la producción se emitieron 3 OVAs en conjunto a Las Aventuras de Fly para las ferias de Toei.
El 3 de octubre de 2020, dio comienzo en Japón una nueva adaptación animada, producida también por Toei Animation de la cual sus 25 primeros episodios equivaldrían al anime de 1991. Constó de 100 episodios, cubriendo la obra completa y finalizó el 22 de octubre de 2022.

## Creadores de la franquicia de videojuegos Dragon Quest
- Yuji Horii entró a trabajar en Enix como diseñador de videojuegos y después de participar en un concurso y ganar, creó varios títulos hasta producir la serie de Dragon Quest, con la que según él quería hacer una especie de manga en donde se pudiera elegir qué hiciera el personaje.
- Akira Toriyama, creador de Dragon Ball, trabajaba en la misma revista que Horii, y fue este quien le pidió ayuda para crear un nuevo proyecto donde necesitaba alguien que le diseñara los monstruos y personajes del videojuego. Actualmente continua en la misma línea y sigue diseñando y trabajando en nuevas producciones como Blue Dragon o nuevas entregas de Dragon Quest. Se suele atribuir a Toriyama haber trabajado en el manga de Dragon Quest por esto mismo, pero no es más que un rumor falso. Sus diseños de monstruos son ocupados tanto en el manga como en las series animadas y por lo demás, Toriyama estaba trabajando en la serialización de Dragon Ball junto a Fly en la misma revista, durante los mismos años.
- Koichi Sugiyama es el compositor de los temas de Dragon Quest. La mayoría de los jugadores opinan que su mejor trabajo lo desarrolló en la tercera entrega de este juego. Aparte de su colaboración en Dragon Quest, también ha participado en películas como Godzilla. Trágicamente, falleció el 20 de septiembre de 2021 a los 90 años. Se desconoce aún si dejó composiciones para la nueva entrega en la franquicia, Dragon Quest XII, o si será sucedido por otro compositor para la misma.

## Animé y Manga
La primera serie animada de Dragon Quest: Dai No Daibouken (1991) es realmente breve; no se pudo completar en el anime la historia del manga, debido a que la producción del último arco iba demasiado cercana a la publicación del mismo, haciendo imposible seguir con la serialización al no tener más material para adaptar lo cual era una instancia bastante común en adaptaciones de Toei Animation en aquella época donde las adaptaciones animadas se publicaban al unísono con el manga (Como ocurrió en el caso de Saint Seiya o Slam Dunk). Producir un capítulo de animé conlleva una cierta cantidad de meses, usualmente entre 6 a 8 meses dependiendo de la época y cada cierto grupo de episodios es trabajado bajo diversos equipos, tanto de Toei Animation como de estudios externos. Para cuando el episodio 46 de la primera adaptación se estrenó el 24 de septiembre de 1992, en retrospectiva, si se considera el tiempo que tarda en producir un episodio, esta línea argumental estaría coincidiendo casi al mismo tiempo con la publicación del manga en la revista Weekly Shounen Jump (El capítulo de manga que se adapta parcialmente fue publicado en julio de 1991), lo cual hacía imposible seguir adaptando ya que eventualmente se alcanzaría a la fuente y no habría más material con que trabajar. En cuanto a la historia, esta es presentada en cuatro bloques.
El primer bloque muestra a Fly (Dai) en su isla viviendo en paz con su abuelo Blas, según cuenta la historia Fly fue encontrado por su abuelo siendo un bebé en una lancha que llegó a la costa sin saber exactamente su origen y a partir de entonces fue criado por Brass quien cuando crece le enseña magia.
Los primeros enemigos a los que se enfrenta son los falsos héroes de antaño quienes raptan a Gome para llevarlo como regalo al rey de Romos, Fly tras ir a su rescate y enfrentarse a ellos se gana la simpatía del rey y posteriormente vuelve a la isla.
Posteriormente la princesa Leona del reino de Papunika visita la isla con la intención de realizar un ritual y conoce a Fly quien la salva tras enfrentarse a unos súbditos traidores suyos y es cuando, por primera vez demuestra sus poderes de magia y muestra un emblema brillante del Dragón en su frente que reacciona cuando despierta su verdadero poder.
Cuando el mal despierta de nuevo, Aván, el verdadero héroe, acude a la isla para entrenar a Fly por petición de la princesa Leona. Tras un entrenamiento de solo tres días, Aván se enfrenta y muere a manos del rey del mal Hadlar (que había matado años atrás) quien ha regresado para cobrar venganza y gobernar el mundo, sin embargo Fly pelea furiosa y valientemente contra Hadlar causándole un severo daño, demostrando con esto lo poderoso que es y poniendo en evidencia el emblema del dragón en su frente con lo que Hadlar huye jurando acabar con Fly.
Dándose cuenta de la amenaza que representa su nuevo enemigo, Hadlar reúne a los seis batallones del ejército del mal con el fin de aniquilar a Fly antes de que vuelva más poderoso e invencible.
Fly junto con su nuevo amigo Popp (otro discípulo de Aván) abandonan la isla para luchar contra el mal y vengar la muerte de su maestro. El segundo bloque los enfrenta a Crocodine, el rey de las fieras y primer jefe de división del ejército del mal, que ha invadido el reino de Romos. Fly y Popp conocen a Maam, que resultó ser otra discípula de Aván. Tras un duro combate y sucias artimañas de Crocodine, Fly vence y es premiado por el rey de Romos. Los tres parten en busca de la princesa de Papunika, que corre peligro.
En el tercer bloque Fly, Popp y Maam descubren que el reino de Papunika ha sido devastado y la princesa Leona ha desaparecido. Entra en acción el jefe de la división de los inmortales, Hyunckel. Hyunckel fue el primer discípulo de Aván, pero en realidad quería matarlo porque creía erróneamente que había matado a su padre adoptivo (un esqueleto viviente llamado Baltos). Crocodine reaparece esta vez del lado del bien y salva a Fly antes de caer a manos de Hyunckel. Al final Hyunckel descubre que Hadlar fue el que verdaderamente mató a su padre, pero aun así pelea con Fly, que con la ayuda de Popp consigue vencerle. Aparece en el último momento Flazzard, el jefe de la división de las llamas heladoras, que hace entrar en erupción el volcán sobre el que se encontraba el castillo de Hyunckel; Hyunckel desaparece bajo el río de lava, no sin antes salvar a Fly, Popp y Maam porque comprendió que había estado luchando del lado equivocado.
El cuarto y último bloque cuenta la terrible pelea con Flazzard, el jefe de la división de las llamas heladoras que tiene cautiva a la princesa de Papunika en un témpano de hielo. Dai acude a salvarla junto con sus amigos pero se enfrenta a varios obstáculos, entre ellos el ataque masivo del ejército del mal donde participan Zaboera y Mystvearn, los jefes de las divisiones de los brujos y de los fantasmas respectivamente. Reaparecen Hyunckel y Crocodine para ayudar a Dai y entre todos logran eliminar a Flazzard. Papunika intenta reconstruirse. Entonces el jefe de la división de los super dragones, Barán, inicia el ataque en busca de Fly tras revelar que es su hijo perdido. Se da un primer encuentro entre ellos pero, justo cuando se inicia el quinto bloque, la serie termina abruptamente con un acontecimiento totalmente distinto respecto al manga original.
Hay que decir que el anime es bastante fiel al manga, introduciéndose escasas partes de "relleno", como, por ejemplo, las esporádicas apariciones del falso grupo de héroes en Papunika, las visiones de Barán sobre cómo murió su esposa (que más tarde es explicado con detenimiento en el manga) o la brevísima lucha con espadas de Fly contra Derolin (que en el manga es más corta).

La segunda adaptación, Dragon Quest: Dai No Daibouken (2020) abarca la historia completa del manga original, con algunas diferencias tales como omitir la violencia excesiva, corregir errores o acercamientos artísticos de la adaptación de 1991 (Como por ejemplo, el color de la sangre de los monstruos o el color de algunos de ellos o vestimenta de ciertos personajes, acercándose visualmente más al manga original y a los videojuegos), e incluso saltándose ciertos puntos de la historia, presuntamente para avanzar rápidamente la historia hasta el punto donde quedó la versión de 1991. La adaptación esta vez es un híbrido de animación tradicional y CGI para algunos casos (Principalmente monstruos), con un staff constituido tanto por trabajadores de Toei Animation, como freelancers de distintas partes del mundo y múltiples estudios externos para facilitar apoyo en diversas áreas. Con un total de 100 episodios, se serializó entre el 3 de octubre de 2020 y el 22 de octubre de 2022, terminando mucho después de lo planeado debido al caso de hackeo a Toei Animation que perjudicó varias serializaciones en 2022. El director de esta entrega fue Kazuya Karasawa y una de las mayores diferencias en esta versión, en contraste con la serie de 1991, es que no se registra ninguna pista de la banda sonora original de la franquicia Dragon Quest. La música es completamente original para el animé y estuvo a cargo de Yuki Hayashi. De la misma manera, las canciones tanto de apertura como de cierre son obras independientes, externas al trabajo de Koichi Sugiyama en el universo de Dragon Quest. El primer opening es Ikiru o Suru" (生きるをする) por Macaroni Enpitsu, el cual está presente entre los episodios 1 a 50. Junto a esta canción está el par de endings "mother", también interpretado por Macaroni Enpitsu (Episodios 1-25) y "Akashi" (アカシ), interpretado por XIIX (Episodios 26-50). El segundo opening es "Bravest", interpretado por Taichi Mukai, que abarca del episodio 51 hasta el episodio 100. Los endings que lo acompañan son "Namae" (名前) por Humbreaders (Episodios 51-72, 74) y "Tobutori wa" (飛ぶ鳥は, The Flying Bird is) por Mitei no Hanashi. La versión del 2020 además destaca en evitar la sexualización de sus personajes a diferencia de su contraparte de 1991, eliminando escenas tales como Matoriv abusando de personajes femeninos o re-diseñando el traje de artes marciales de Maam. El repertorio de voces también es completamente nuevo, habiendo muchos artistas vocales que fallecieron antes de que se anunciara esta nueva adaptación. (Tales como Toshiko Fujita en su rol de Dai/Fly, Takeshi Aono en su rol de Hadlar o Unshō Ishizuka en su rol de Avan).

## Personajes principales

### Dai
Nombre Original: Dai (ダイ?). Fly en Hispanoamérica.
Al principio de la historia, Fly es tan solo un niño de 11 años viviendo en la isla de Dermilin con su abuelo adoptivo, un monstruo hechicero llamado Blas (Llamado Brass originalmente) y su mascota, un extraño slime dorado con alas de nombre Gome. Después de un par de aventuras luchando contra unos héroes falsos (Derorin, Zurubon, Mazopho y Hero Hero) conoce a Leona, princesa del reino de Papunika, la cual visitó su isla con algunos de sus súbditos para completar un ritual de sucesión. Después de que Fly la salve de los traidores que buscaban asesinarla (los mismos súbditos que la acompañaban), Leona le encarga a un maestro de héroes, Avan De Zinuar III, que entrene a Fly para ser todo un héroe y poder enfrentar al Ejército del Mal.
Conforme avanza la historia, Fly y sus amigos se enfrentan a los generales del Ejército del Mal, Crocodine, Hyunckel, Flazzard y Baran respectivamente, siendo este último General del Ejército de los Súper Dragones y el Caballero Dragón de la época en la que se encuentran, además de ser el padre del pequeño héroe. El poder misterioso de Fly (al que Baran nombró 'Dino') es explicado por la marca del dragón que aparece en su frente y que comparte con su padre, denominándolo como otro Caballero Dragón, aunque solo uno debería existir en cada época.
Acercándose el final del manga, Fly se vuelve todo un héroe y adquiere diversas técnicas que le servirán de mucho en la batalla contra Vearn, el Gran Rey del Mal y una nueva espada creada por Lon Berk, capaz de soportar todo su poder al usar su emblema del Dragón. Entre éstas se encuentran el Corte Letal de Avan y sus componentes como el Corte de Tierra, el Corte de Mar y el Corte de Aire, además de usar hechizos tales como el Mera, Merami, Baji, Bajima, Jira, Iora, Rayden y Tobelura.
Fly también aprende a hacer el Doraura, la técnica suprema del Caballero Dragón, ya que al ser él la mezcla de dos razas (Humana y Caballero Dragón) no podía utilizar esta técnica al no ser 100% puro, pero cuando Bar'an muere, le hereda su emblema del dragón a Fly, lo cual más adelante traería como consecuencia que Fly ahora tiene una capacidad superior a la del Caballero Dragón puro, por lo que puede utilizar esta técnica letal, el cual es la expulsión del aura del dragón (Una especie de campo de energía invisible que cubre a todos los Caballeros Dragón), en un potente rayo destructor (su hechizo más poderoso).
Fly también creó dos técnicas basadas en la "Espada Letal de Abán" llamadas "Giga Espada Letal" y "Espada Letal X", la primera es una versión en la que Fly invoca con su espada un Rayden, y luego lo combina con la funda de su espada, al hacer esto, la funda incrementa el hechizo hasta convertirlo en un Gigaden, la técnica eléctrica más alta, convirtiéndose en la misma técnica de espada de su padre, el Gigabreak, después Fly la desenvaina y lanza la Espada Letal, creando una técnica más destructiva y poderosa (Esta es su técnica más poderosa), la Espada Letal X es cuando Fly lanza una "Espada Letal" y momentos después, Fly se abalanza sobre el oponente, y justo cuando la primera espada está a punto de golpear al enemigo, Fly se lanza ejecutando otra Espada Letal, provocando que la primera y la segunda espada se una para golpear al enemigo, lo cual forma una X.
Además de todo esto, en la batalla final contra Vearn, Fly logra convertirse en un híbrido entre el Ryumajin (La forma verdadera del Caballero Dragón, la cual combina la forma de un Monstruo, un Humano y un Dragón) y el ser humano, lo que hace que su poder se eleve todavía más y consiguiendo derrotar a Vearn, De vuelta en la tierra, Fly es felicitado por sus amigos, pero sería por poco tiempo ya que desaparece en la explosión ocasionada por el Corazón Negro del muñeco de Kill-Vearn, aun así Fly sobrevive, pero quedaría como desaparecido. Fly es el ser más poderoso del Mundo Terrenal, del Mundo Celestial y del Mundo Oscuro, y está enamorado de la Princesa Leona.

### Avan De Zinuar III
Nombre original: Aban De Jiniuaaru Sansei (アバン＝デ＝ジニュアール3世?)
Héroe legendario que 15 años atrás del inicio de la historia venció al Rey del Mal, Hadlar, en un espectacular combate. Con el paso del tiempo y disfrutando de una relativa paz, Aván se convirtió en maestro de héroes, entrenando primero a Hyunckel, luego a Maam, después a Popp y, finalmente, a Fly. Sin embargo, justo en medio del entrenamiento super extremadamente difícil de Fly, Hadlar se apareció en la isla Dermurin y, aprovechando que Abán había utilizado gran parte de su magia y añadiendo una posible falta de entrenamiento debido a la relativa paz en el mundo antes del resurgimiento del Ejército del Mal, llevó a Aván al límite, obligándolo a usar un hechizo de sacrificio conocido como Megante, el cual utiliza toda la fuerza vital del que lo ejecute para un último ataque a costa de su propia vida.
Abán es reconocido como el gran héroe legendario, capaz de crear artefactos muy complejos (como la pistola mágica de Maam) y conocedor de una amplia gama de hechizos tales como el Minakhator, el Abacum y el Dragorum (todas estas técnicas necesitan un gran nivel de magia, algo muy difícil para un humano). Además de sus conocimientos mágicos, Aván era sumamente hábil con cualquier tipo de arma y es el creador de técnicas tales como el Corte de Tierra (cuya base es la fuerza), el Corte de Mar (cuyo poder reside en la velocidad), el Corte de Aire (que se apoya en el espíritu) y el Corte Letal de Avan, el cual se basa en la conjunción de los tres cortes anteriores para que su poder sea completo. Durante la época de paz, escribe un libro donde redacta técnicas que pueden ser usadas con cualquier arma.
En el asalto final de Fly al palacio de Vearn, Aván reaparece con vida, gracias a un amuleto que le fue entregado por Flora, la reina de Kahr hace 15 años, cuando fue a luchar contra Hadlar, durante todo ese tiempo se la pasó entrenando en la Caverna de Justicia de Kahr, regresa justo en el momento adecuado para salvar a Pop y a Hadlar de una trampa de Kill-Vearn.
Durante este asalto, el objetivo verdadero de Aván era hacerse cargo del Dios de la Muerte (Kill-Vearn) y entretenerlo mientras los demás seguían su camino para enfrentarse a Vearn, lo cual consigue al herir el orgullo de Kill-Vearn, este planea un "Duelo Final" en un mundo paralelo al real, donde después de una larga batalla, Kill-Vearn gana con trampas y regresa al palacio, Aván logra esacapar de la dimensión y termina con Kill-Vearn, seguiría su camino al ayudar a Popp y a Brokin de morir a manos de un Medoroa regresado por Myst-Vearn, actuaría en la batalla final contra Vearn, pero sin conseguir gran cosa, saldría del palacio momentos antes de que este se destruyera y se reencuentra con Flora, después de la derrota de Vearn, Aván usando unas de sus plumas mágicas paralizaría al verdadero Kill-Vearn quien moriría a manos de Maam y su golpe destello, solo para observar como Fly desaparecía con el muñeco de Kill-Vearn en la explosión del Corazón Negro, al final del manga, se convertiría en rey de Kahr al casarse con la reina Flora.
El nivel de fuerza de Aván es incierto, ya que hace 15 años él solo pudo combatir frente a frente y eliminar a Hadlar (sus amigos se encargaron de abrirle paso hasta él) quien tenía una fuerza y magia impresionante, en su regreso al Palacio de Vearn, su nivel de magia es incierto, ya que él pudo soportar, neutralizar y contraatacar a todos los ataques de Kill-Vearn, cuando todos los demás sobrevivían con duras penas a sus trampas. Aván ha sido el único en toda la historia del mundo oscuro que ha podido mantener una pelea "mano a mano" (con todo y trampas) a Kill-Vearn.

### Popp
Nombre original: Popu (ポップ?)
El penúltimo discípulo de Aván, un joven hechicero que al principio de la historia es bastante torpe y cobarde pero que, a lo largo de sus aventuras, se vuelve más valiente y hábil. Después de conocer a Aván y ser inspirado por este, decide que quiere volverse más fuerte y abandona a sus padres (Steenu, su madre y Junk, su padre, un armero que vive en el pueblo de Rankaksu) aproximadamente un año antes del inicio de la historia para irse a entrenar con Aván y volverse un hechicero. Después acompaña a su maestro a la isla de Dermurin para que enseñe a Fly a ser un héroe, después del triste sacrificio de su mentor, decide acompañar a Fly al reino de Lomos.
Al principio de la historia, Popp es un hechicero bastante mediocre, más experimentado en los hechizos de la escuela de Mera (siendo su especialidad el nivel más avanzado de éstos, el Merazoma) pero gracias a Matoriv, el amigo hechicero que ayudó a Aván en su lucha con Hadlar, su perseverancia y su creciente valentía mientras lucha junto a Fly y los demás héroes, se vuelve un hechicero de cuidado, capaz de conjuros tales como las Bombas de Fuego (especialidad de Flazzard, con el poder de cinco Merazomas), el Betán (un hechizo de presión) y su mejor hechizo, el Medoroa (un hechizo muy poderoso que utiliza tanto el Hyad como el Mera al mismo tiempo).
Más adelante, Popp se vuelve aún más poderoso después de confesar sus sentimientos hacia Maam, convirtiéndose en un Monje Hechicero (capaz de realizar hechizos tanto de curación como de ataque, y más poderoso que un sabio), elevando el poder de sus ataques a un nivel asombroso y siendo difícilmente igualado en cuanto a poder mágico se refiere. Participaría en la batalla final contra Vearn, en la cual ayudaría a romper la Posición de Magia Universal de Vearn y dándole la oportunidad de atacar a Fly, demostrando su poder mágico, es capaz de contrarrestar un Feníx Emperador del Vearn real, con solo la punta de sus dedos. Saldría del palacio junto con los demás, dejando solos a Fly y a Vearn terminar su pelea, derrotado este último trataría, de llevarse al muñeco de Kill-Vearn junto con Fly al cielo para evitar que destruyera la tierra, pero Fly le da una patada, con lo que lo aleja del muñeco salvándole la vida. Pop es el Segundo mejor hechicero del mundo (Superado solo por Aván, Fly supera en poder mágico a Pop por su Doraura, pero Pop tiene más repertorio de ataques que Fly). Al final del manga se queda acompañado de Maam y Merle (una chica que conocieron en Terán, hogar de los caballeros Dragón, y que está enamorada de Popp).

### Maam
Nombre original: Maamu (マァム?)
Una joven sumamente fuerte y hermosa, hija de Roka, un guerrero y Leila, una sacerdotisa, dos de los amigos que acompañaron a Aván en su lucha contra Hadora/Hadler, siendo la segunda discípula de Abán. Al final de su entrenamiento y debido a que no puede ejecutar magia ofensiva (debido a la herencia de su padre, pero gracias a su madre, puede ejecutar el Behoimi, un hechizo de curación de los más altos), Abán le regalaría un arma mágica que dispara hechizos previamente guardados en unas balas especiales; en respuesta, Maam rechaza el arma mágica, ya que ella quería ser tan fuerte como sus padres y el no poder serlo en ese momento la frustra demasiado, a lo que Abán responde que la fuerza sin justicia no vale, pero la justicia sin fuerza tampoco es suficiente y le asegura que el arma mágica le ayudará a comprenderlo.
Más adelante, Maam pierde el arma mágica salvando a la princesa Leona y, viendo que sus habilidades ya no son útiles para el grupo (Leona es mejor que ella con los hechizos de curación y sin el arma, Pop es el único capaz de utilizar hechizos ofensivos), decide cambiar de rumbo y volverse una guerrera, tal y como fue su padre. Alejándose temporalmente del grupo, decide entrenar con Brokin (otro compañero de Aván), conocido como el Dios de las Artes Marciales y el cual vive en las montañas de Lomos, convirtiéndose en una poderosa practicante de artes marciales, al terminar su entrenamiento, Maam puede utilizar el Golpe Del tigre y El Golpe Destello, este último utiliza un Mahoimi, un hechizo de curación muy poderoso que se utiliza para restaurar la salud, pero que, en conjunción con un golpe o una patada, puede generar una sobrecarga tal que puede resultar fatal para cualquier objetivo viviente.
Participaría en el asalto final al palacio de Vearn, deteniendo por unos minutos (Junto con Pop y Larhalt) a Mitzburn antes de que este le regresara su cuerpo joven y poderoso a Burn/Van, al suceder esto, Mitzburn necesitaba otro cuerpo para seguir peleando, posesionándose del de Maam, logrando darle batalla a Hym, Larhalt y a Abán, luego la dejaría para posesionarse del cuerpo de Hyunkel. Abandonaría el palacio justo antes de que este colapsara, en la celebración de la victoria de Fly, se encargaría con el Golpe Destello del Killvearn real, siendo testigo de la desaparición de Fly en la explosión del Corazón Negro, al final del manga, Maam se quedaría acompañando a Pop y Merle.

### Brass
Nombre original: Burasu (ブラス?)
Un monstruo que originalmente perteneció al ejército del mal pero que, tras morir Hadlar, vivió en paz junto con los demás monstruos supervivientes en la isla de Dermurin. Recogió a Fly de un naufragio que llegó a la isla cuando era un niño y lo crio. No puede salir de la isla debido a la influencia del Gran Mago Negro Vearn, ya que se convertiría en un monstruo malvado al salir de la barrera mágica que Aván creó. Participó en contra de su voluntad en la pelea de Crocodine contra Fly. Sería rescatado de esta trampa por Popp y regresaría a la isla, donde viviría hasta el final.

### Gome
Nombre original: Gome (ゴメ?)
Otro monstruo y amigo de Fly. Parece una gotita con alas. No habla pero emite un simpático sonido que es "Pii". Al final del manga se revela que realmente es un regalo del Dios de los humanos a estos llamado "La Lágrima Divina" capaz de producir milagros.

### Princesa Leona
Nombre original: Reona (レオナ?)
Princesa del reino de Papunika, quien parece ser inteligente y fuerte pero siempre esta indefensa ante los problemas. Después de lo de Barán, Leona se enfrascaría en un entrenamiento para aumentar su nivel de magia. Antes de eso, Leona recibe de la Reina Flora un sello oficial de Avan, con lo cual se convierte en la quinta discípula, pero sin ningún entrenamiento de Aván, lo que la hace entrar en la legendaria "Caverna de Justicia" de Kahr, donde aprendería el hechizo Minakhator y se prepararía para ayudar a Fly en el asalto final al palacio de Vearn. Ya en el palacio, Leona se convertiría en una "Restaura Fuerzas" de Fly al recuperarlo de todas las heridas que recibiera este, momentos antes de su enfrentamiento con Vearn, Leona es secuestrada por el horno de magia (Motor mágico que hace funcionar el palacio) sería rescatada por Fly al momento de revelar sus dos Emblemas del Dragón (Tiene el suyo y el que le heredo su padre) haciendo el poder del Doraura, durante la batalla final contra Vearn, Leona sería la ayudante de Fly hasta que escapase del palacio junto con los demás, derrotado Vearn, Leona esperaba estar para siempre con Fly, pero lo único que vería es como este desaparecía en la explosión del muñeco de Kill-Vearn, al final, Leona espera el regreso del Héroe. Está enamorada de Fly.

## El Ejército del Mal
El nuevo ejército del Rey Oscuro Vearn. Su comandante en jefe es el resucitado Hadlar, por debajo del cual están los seis generales de cada una de sus tropas.

### El Rey Oscuro Vearn
Nombre original: Daimaō Bān (大魔王バーン?)
Gran Rey del Mal y uno de los dos gobernantes del mundo oscuro (el otro es Velther), un demonio que desde hace siglos empezó a acumular poder para contrarrestar la injusticia de los dioses al haber mandado a los demonios y los dragones al mundo oscuro; tiene planeado destruir la tierra y llevar el mundo oscuro a la superficie para apreciar el sol. Para alcanzar la inmortalidad dividió su cuerpo en dos mitades: una primera controlada por él mismo que tenía toda su fuerza mágica y su sabiduría (pero su cuerpo era el de un viejo) y otra que entregó a Mystvearn con su fuerza física (Y su juventud). El Vearn viejo (el de la sabiduría y magia) utiliza como técnicas especiales:
- Báculo del Demonio: Un báculo especial construido por Lon Berk, herrero del mundo oscuro, este báculo le sirve a Vearn para intensificar sus hechizos, es destruido por Dai con el doble Doraura.
- Fènix Emperador: Para todos los demás este es un gran hechizo, pero para Vearn es solo un hechizo Mera (el más débil de los tipo "Mera"), pero con la diferencia de que tiene el poder de un Merami (el más poderoso de su tipo). Cuando Vearn lo ejecuta, esta técnica toma forma de un Fènix, de ahí el nombre. Para todos en el mundo oscuro esta es una técnica que combina poder, elegancia y belleza.
- Muro de Cataclismo: Este hechizo lo utiliza Vearn con su báculo, consiste en crear una ráfaga de ondas de choque que Vearn de arriba abajo a gran velocidad, tal velocidad da la impresión de un muro acercándose a gran rapidez.

El Vearn real, la unión de su cuerpo viejo, y el joven, al estar completo, puede utilizar una gran variedad de ataques, en los cuales destacan:
- Fènix Emperador
- Muro de Cataclismo: Con su verdadero cuerpo, Vearn puede ejecutar esta técnica con solo mover uno de sus brazos, sin necesidad de usar el Báculo.
- Ala del Fènix: Vearn utiliza esta técnica con una sola mano y tiene 2 funciones, la primera es detener totalmente cualquier ataque físico, y la segunda es regresar completamente cualquier hechizo, se supone que podría regresar un Doraura, pero no se sabe con certeza (Incluso puede detener y regresar al mismo tiempo) lo mínimo que se ha visto es que puede regresar 4 ataques, pero no se sabe cual es su límite.
- Fin cataclismico: Vearn utiliza sus manos como espadas, según el mismo Vearn, sus manos son las "Espadas Más Poderosas Del Universo".
- Posición de magia universal: La técnica más poderosa de Vearn, esta consiste en concentrar gran parte de su energía en todo su cuerpo, cuando es atacado, Vearn pareciera que va a recibir el ataque, pero es una trampa, lo que realmente hace Vearn es regresar o detener el ataque con el Ala del Fènix, para después ejecutar el Fin Cataclísmico, y rematar al oponente con el Fènix Emperador (Tres técnicas de Vearn en una sola, más el hechizo que el Ala del Fènix regrese).

Cuando el ataque combinado de Popp y Dai le cortan una mano, Vearn pretende destruir la tierra con 6 Corazones Negros, pero estos son congelados por los demás héroes que se quedaron en la tierra (Hay que recordar que el palacio de Vearn se encuentra flotando en el aire), como último recurso, Vearn decide utilizar su verdadera y definitiva forma, un ser demoniaco con dos tenazas en lugar de manos, de tamaño gigantesco y con un gran poder, pero es derrotado después de mucho esfuerzo por Dai (En su estado Ryumajin)
Muere al final del manga al ser despedazado y convertido en piedra.

### Hadlar
Nombre original: Hadorā (ハドラー?) Hadler en Hispanoamérica.
El antiguo rey del mal es un demonio ambicioso y enloquecido por la gloria, derrotado en el pasado por Aván, que inicia una lucha nueva contra él donde Aván se sacrifica. Adquiere un cuerpo que al morir resucita con más poder gracias a la energía maléfica del rey del mal Vearn, pero no es suficiente para vencer al grupo de héroes, por lo que pide a Zaboera que lo transforme en criatura hipermaléfica llamada el Súper Demonio. En este estado, pierde su condición de demonio por lo que no puede resucitar. En las últimas peleas que tiene, es casi derrotado por Baran en su estado Ryumajin, solo para darse cuenta de que Vearn le incrustó un Corazón Negro al momento de resucitarlo hace años, desaparecería en la explosión de ese corazón, reaparecería en la primera batalla del Vearn viejo contra Dai, impidiendo la muerte de este, se enfrentaría a Vearn en una pelea frente a frente, debido a una trampa de Zaboera, escapó con la ayuda de su guardia personal (unas piezas de ajedrez vivientes hechas de orihalkon, las cuales eran: una torre, un alfil, un caballo, un peón y la reina) para después enfrentarse por última vez a Dai en una pelea mano a mano siendo derrotado por las recién aprendidas Giga Espada Letal y la Espada Letal X, entonces su cuerpo empieza a convertirse en polvo, ya que en su última transformación al morir su cuerpo desaparece, momentos después son emboscados por Killvearn quien piensa eliminar a Hadlar, Popp y a Dai con el 9 de Diamantes pero son rescatados por un Aván donde se haría polvo en las manos de este. Aún muerto, el alma de Hadler ayudaría a Aván en su pelea contra Killvearn, ya que en el cuerpo de Aván se quedaron algunas células de Súper Demonio, lo cual haría que resistiera la Cremación Absoluta de este último, después de eso desaparecería finalmente.

### Crocodine
Nombre original: Kurokodain (クロコダイン?)
Jefe de la división de las bestias. Es un gran cocodrilo de forma humanoide que al principio es un sanguinario asesino cuya principal arma es un hacha (capaz de lanzar conjuros basados en el aire), además es el más fuerte físicamente de los seis generales (incluido Hadlar); tiene control total sobre monstruos y bestias. Tras ser vencido por Dai adopta sus valores y se une al grupo de héroes en la lucha contra el mal. Sería gran amigo de Popp y ayudaría a rescatar a los Héroes del palacio de Vearn, pero sería encerrado y finalmente libre momentos antes de la destrucción del palacio.

### Hyunckel
Nombre original: Hyunkeru (ヒュンケル?)
Un discípulo de Aván que quería vengarse por la muerte de su padre. Abandonado cuando era un bebé en la guerra, fue criado por un caballero esqueleto llamado Baltos (fiel guardia de la puerta del infierno que conducía a la habitación de Hadlar). Cuando creció intentó matar a Aván, este en un intento de defensa, empujó a Hyunckel el cual cayó a un río, donde sería recogido por Mystvearn, que le entrenó con la intención de poseer su cuerpo si algún día Vearn le reclamaba el suyo. Pasó a comandar la división de los inmortales y después de su derrota frente a Dai se unió al grupo de héroes. Tenía una armadura cuyo único punto débil era una hendidura que dejaban ver los ojos y la nariz. Ayudaría varias veces al grupo de Dai en sus peleas contra el Ejército del Mal, hasta la llegada de Barán, cuando se enfrentaría a Larhalt. Después de derrotar a Larhalt (Jefe de la Cofradía del Dragón y súbditos de Baran), Hyunckel heredaría la lanza armadura de este. Al no saberla utilizar Hyunckel aprendería lo necesario en el "Libro de Aván" (Libro donde Aván explica cómo usar cada una de las armas conocidas).
Formó parte del asalto final al Palacio de Vearn, donde se hizo cargo del "Peón" Hym, de la guardia personal de Hadlar; cuando creyó haberlo vencido, Hym reaparece, más poderoso que antes, y con una porción del poder de Hadlar, pero fue vencido nuevamente por Hyunckel. Segundos después son atacados por Maximum, el "Rey" de la guardia de Vearn, junto con los demás peones(7) un alfil, un caballo y una torre. Maximum utilizó toda su información para acabar con Hyunkel, lográndolo por poco, pero fue derrotado por un revivido Larhalt, que resucitó gracias a la sangre de Barán, la cual tiene la habilidad de regresar las almas a sus respectivos cuerpos, pero con la condición de que el alma quiera regresar a la vida. Debido a todas sus batallas y la pelea contra la guardia de orihalkon a mano limpia, Hyunkel quedó dañado permanentemente de los huesos, no pudiendo pelear nunca más. Myst trató de apoderarse de su cuerpo, pero el alma de Hyunkel logró destruir finalmente a Myst. Escapó del palacio de Vearn momentos antes de su destrucción, y fue testigo de la desaparición de su compañero Dai. Al final del manga, se quedó acompañado de Larhalt y de Marian, una de los sabios de Papunika.
Hyunkel es el único ser en todo el mundo que recibió directa o indirectamente un entrenamiento de Aván al 100% (entrenó personalmente con este y después con el libro de Aván), logrando conocer todas las técnicas de Aván.

### Flazzard
Nombre original: Fureizādo (フレイザード?)
Jefe de la división de las Llamas de Hielo, es un monstruo creado por un hechizo prohibido de Hadler que ambicionaba la gloria a costa de su vida. Su cuerpo estaba hecho de fuego y hielo. Toma la torre de Papunika en su primer asalto, destruyendo al ejército de la princesa Leona sin problema alguno. Dai llega al rescate, pero Flazzard levanta la barrera de restricción, impidiendo que los héroes usaran todo su poder, por si fuera poco, secuestra a la princesa Leona en una prisión de hielo, lo que obliga a Dai a escapar, para poder reagruparse. Durante el asalto final a la isla de la torre, es derrotado por Fly, al verse vencido, vende su alma a Mistvearn para obtener mayor poder, lo que le da una gran fuerza, pero de igual manera pierde contra los discípulos de Avan, sin embargo al ser derrotado de nuevo, es asesinado definitivamente por Mystvearn.

### Zaboera
Nombre original: Zaboera  (ザボエラ?)
Conocido como "el obispo fantasma", era un demonio capaz de usar hechizos perdidos en el tiempo, jefe de la división de los magos/brujos. Tenía una ambición sin igual que le hacía meter su nariz en cualquier batalla, siendo el más astuto y traicionero de los seis jefes del ejército de Hadlar, no le importaba recurrir a malas artes o engaños para conseguir sus fines. Está detrás de los experimentos de mejora de seres en súper demonios, técnica usada con su hijo Zamza o el propio Hadlar. Fue asesinado por Crocodine en una de las últimas batallas de la serie.

### Mystvearn
Nombre original: Misutobān (ミストバーン?)
El jefe de la división de las sombras mágicas, era un ser misterioso que no había hablado por más de una década, pues tiene prohibido hablar por órdenes de Vearn. Es una sombra que es capaz de poseer los cuerpos y el encargado de guardar el verdadero cuerpo de Vearn. Durante la lucha de Dai contra Vearn, este último le pide que le devuelva su cuerpo; al hacerlo, aparece la verdadera forma de Mystvearn, (y se reveló su verdadero nombre: Myst) un cuerpo gaseoso que nació de todos los sentimientos negativos del mundo oscuro. Se posesionó del cuerpo de Maam para llegar a su verdadero objetivo, Hyunckel. Fue asesinado por el alma de Hyunckel cuando intentó posesionarse de este.

### Baran
Nombre original: Baran  (バラン?)
El jefe de la división de los súper dragones, verdadero caballero dragón de la época y el padre de Dai. También tenía el emblema del dragón en su frente pero a diferencia de Dai podía controlarlo. Al enterarse de la existencia de su hijo intentó convencerlo de que se uniera a su causa, pero Dai se negó y se enfrentó a él. Tras el combate se retiró de la lucha y, posteriormente, vuelve para luchar al lado de Dai contra Hadlar. Al descubrir que Hadlar tenía el corazón negro dentro de su cuerpo, durmió a Dai, se convirtió en Ryumajin y le extirpó el corazón negro a Hadlar. Vearn intentó hacer explotar la bomba pero Barán la contuvo con el aura del dragón, hasta que Mystvearn apareció. Después de revelar su identidad y usar el cuerpo de Vearn, hizo explotar el corazón. Murió protegiendo a Dai de la explosión del Corazón Negro. Al morir, le pasó su emblema y su alma a Dai. El alma de Barán ayudó a Dai en la batalla final contra Vearn al darle consejos y ánimos a su hijo.
Junto a los 6 jefes de las divisiones del ejército del mal, el Rey Oscuro Vearn, cuenta con los servicios de:

### Piroro
Nombre original: Piroro (ピロロ?)
Un pequeño ser con un solo ojo, acompañante de Killvearn. Parece pertenecer a la especie de los Tunantes, monstruos que debutaron en Dragon Quest IV. Al final del manga se reveló su verdadera identidad.

### Killvearn
Nombre original: Kirubān  (キルバーン?)
Su nombre en el mundo oscuro significa "Asesino De Vearn". Este es el ser más engañoso de toda la serie, ya que lo que resulta ser el cuerpo del Dios de la muerte (el cual tiene forma de un comodín de los naipes) es en realidad un muñeco, y el tunante que lo acompaña (Piroro) es realmente Killvearn un emisario de Veruza (Rey Oscuro de los Dragones y uno de los gobernantes del Mundo Oscuro), su misión es eliminar a Vearn cuando tuviera oportunidad, para que un día que Veruza pueda regresar, conquiste la tierra. Para no levantar sospechas, siempre que estaban juntos, el muñeco era nombrado Killvearn y el verdadero Killvearn cambiaba su nombre a Piroro. Killvearn se encarga de eliminar a las personas molestas a través de su guadaña, y tiene muchas trampas por la cual elimina a sus enemigos. Killvearn es uno de los hechiceros más poderosos, solo por debajo de Velther y Vearn del mundo Oscuro, pero emplea al muñeco para que en los ejecute y así Piroro no resulte herido. Killvearn traería varias molestias al grupo de Dai, incluso pudiendo acabar con ellos en varias ocasiones, pero debido a la intervenciones de varios amigos de Dai nunca pudo hacerlo, estuvo a punto de acabar con la vida de Hadlar y Popp después de la pelea final de Hadlar contra Dai usando su 9 de diamantes, pero un reaparecido Aván hecho abajo sus planes, intentaría asesinarlo a traición, pero Hadlar usaría sus últimas fuerzas para enterrarle sus garras en su corazón, pero no afectó para nada a Killvearn, después, se pondría cara a cara con Aván, usando su Oz pensaba cortarle el cuello, pero se dio cuenta de que una de las plumas mágicas de Aván estaba incrustada en su cuerpo, no pudiendo moverse, Avan estuvo a punto de eliminar al muñeco y echar a perder los planes de Velther, ya que Aván corto la máscara del muñeco, el cual rápidamente cubrió su rostro para que no vieran el arma final de Veruza, un Corazón Negro, enojado con Aván por casi echar a perder sus planes, Killvearn crearía un "Duelo" en un mundo paralelo al nuestro para eliminar a Aván, Killvearn se encargaría de eso mientras que Killvearn y Piroro presenciaban la pelea de Vearn contra Dai, después de una dura pelea donde usaría su última trampa llamada "El Juez", el cual es un robot que hace precisamente eso, ser juez del duelo de Killvearn y Aván, pero con unas modificaiones utilizaría el megante contra Aván, explotando en el mundo paralelo, Killvearn regresaría al mundo real, seguido de Aván el cual sobrevivió al megante del Juez y logró regresar al mundo real donde seguirían su pelea, con una trampa de Aván, le cortaría la cabeza a Kill-vearn, creyendo haber ganado, Aván seguiría su camino a la pelea de Popp, Maam y Larhlat contra Mystvearn, pero Piroro sacaría a Killvearn del Palacio de Vearn y bajarían a tierra firme, minutos después el palacio y Vearn desaparecerían, cuando los héroes creyeron haber ganado, aparece Piroro con Killvearn (el cual se "vuelve" a poner su cabeza enfrente de todos) y les revela su identidad, que él es el VERDADERO Killvearn, después de explicarlo, aprieta un botón en la máscara del muñeco, el cual cae y revela el corazón negro, Killvearn lo activa y trata de escapar, pero sería paralizado por una de las plumas de Aván y asesinado con el golpe de Maam, pero su muñeco sería llevado al cielo por Dai, en el cual haría explosión.
Piroro puede controlar a Killvearn desde cualquier parte, por lo cual, Killvearn puede ejecutar todas las técnicas de Piroro sin ningún problema, tiene un Oz y entre todas sus técnicas destacan 2 en las cuales se ve pelear por primera vez a de Killvearn, estas son:
- Flauta del Dios de la Muerte: Killvearn usa una Oz como herramienta, pera esa Oz también es una flauta, la cual puede entonar canciones, o, al girarla y debido al viento que penetra dentro de ella, produce un sonido tan fino, que suena como si tocara una melodía, pero ese sonido paraliza todos los sentidos del enemigo, lo cual permita a Killvearn usar la Oz para cortarle la cabeza al enemigo.
- Navajas Fantasmas: En el casco de Killvearn se encuentran ocultas 13 navajas, que una vez que las lanza desaparecen del ojo de los demás, haciéndose invisibles y solo Killvearn sabe dónde están con lo que encierra el enemigo en una jaula de navajas invisibles. Usaría esta técnica por primera vez contra Aván en el mundo paralelo y después en el mundo real.
- Cremación Absoluta: Killvearn es manipulado por un hechizo, pero su sangre tiene los mismos componentes del magma del mundo oscuro (el cual alcanza temperaturas muy elevadas), con esta técnica, Killvearn se corta cualquier parte del cuerpo lo lanza al aire y le prende fuego, debido a sus componentes altamente flamables, la parte mutilada se incendia y empieza a dar vueltas, creando una bola de fuego el cual arroga a sus enemigos, usaría esta técnica contra Aván, el cual se lanzaría a la bola de fuego y la atravesaría (Ayudado por el alma de Hadlar) la espada de Aván se incendiaría y al momento de ejecutar la Espada Letal, haría que el fuego llegara a Killvearn, el cual empezaría a incendiarse, al ver que Killvearn podría desaparecer y junto con él, el Corazón Negro, Piroro le pediría a Aván que detuviera el fuego, este los ayuda, ya con el fuego apagado, Piroro regeneraria las Navajas de la cabeza de Killvearn, tratarían de eliminar a Aván con estas, pero este jugaría su última carta, Aván trajo del mundo paralelo una Navaja Fantasma que lo hirieron (el cual es invisible para Killvearn porque el no la trajo de ahí)

y al momento que apago el fuego a Killvearn, Aván puso la navaja delante del maniquí, Piroro al verse humillado y derrotado ordenaría a Killvearn que se abalanzara contra Aván, quedando decapitado.
Killvearn tiene muchas trampas dentro del Palacio de Vearn, y al parecer la más poderosa de estas es el "9 de Diamantes" el cual consiste en poner 9 diamantes en el piso, estas explotarían creando una columna de fuego por cada diamante, los cuales se irían cerrando, al llegar al centro, las 9 ráfagas de fuego explotarían, consumiéndose poco a poco y elimininado cualquier rastro del enemigo, esta técnica hubiera acabado con Dai, Popp y Hadlar de no ser por el poder del círculo mágico que ejecutaría Aván para neutralizarla.

## Otros Personajes

### Los tres sabios de Papunika
Apolo, Marin y Eimy son los tres sabios de Papunika que forman la guardia especial de la Princesa Leona, los encargados de protegerla. Estos sabios poseen un conocimiento formidable y pueden realizar conjuros de alto nivel como el conjuro defensivo que realiza Apolo ante Flazzard, el Fubaja (barrera de luz que sirve de escudo protector). Otro de los ataques utilizados son el Jiadain y el Merasoma.

## Contenido de la obra

### Anime

#### Sagas del Primer Anime
- 1.º Prólogo (Episodios 1-3)
- 2.º Saga de Aván (Episodios 4-9)
- 3.º Saga de Crocodine (Episodios 10-18)
- 4.º Saga de Hyunckel (Episodios 19-26)
- 5.º Saga de Flazzard (Episodios 27-39)
- 6.º Saga de Baran (Episodios 40-46)

#### Sagas del Segundo Anime
- 1° Saga de Aván (Episodios 1-5)
- 2° Saga de Crocodine y Hyunckel (Episodios 6-13)
- 3° Saga de Flazzard (Episodios 14-21)
- 4.º Saga de Baran (Episodios 22-33)
- 5° Saga de La espada de Dai (Episodios 34-41)
- 6° Saga de los Caballeros Guardianes de Hadlar (Episodios 42-55)
- 7° Saga de El Palacio de Vearn Parte 1: El rescate de Crocodine y Hyunckel (Episodios 56-66)
- 8° Saga de El Palacio de Vearn Parte 2: El regreso de Avan (Episodios 67-80)
- 9° Saga de El Palacio de Vearn Parte 3: Mystvearn y Killvearn (Episodio 81-92)
- 10° Saga de El Palacio de Vearn Parte final: Dai vs. Vearn (Episodio 93-100)

### Manga
La serie original de manga fue serializada en la revista Weekly Shonen Jump entre los años 1989 y 1996. Escrita por Riku Sanjo e ilustrada por Koji Inada con la supervisión del creador de la franquicia Dragon Quest, Yuji Hori. Consta de 37 volúmenes y es uno de los mangas más vendidos en Japón, con un aproximado de 50 millones de copias y consta de diversas publicaciones, reimpresiones y formatos.

Un manga precuela de nombre Dai no Daibōken: Yuusha Avan to Gokuen no Maou, escrito por el mismísimo Riku Sanjo y esta vez ilustrada por Yusaku Shibata se encuentra en publicación desde marzo de 2021, en la revista mensual V-Jump. 

## Películas

### OVA 1: Dai no Daibouken
Esta película es un piloto bajo el mismo nombre Dai no daibouken, producida para las ferias promocionales de Toei Animation. La recepción de la misma dio paso a lo que finalmente sería la serie animada de 1991. El argumento base es bastante similar al manga original, con algunas ideas base como la apariencia y significancia de Hadlar como personaje siendo la m+as evidente.
La banda sonora es compuesta por varias re-interpretaciones de Sugiyama que abarcan pistas de los primeros tres videojuegos de la franquicia. El Cd musical contiene 12 pistas.
La duración del Ova es de (30:13 min.).

### OVA 2: Los Díscípulos de Avan
La segunda Ova se desarrolla en un pueblo que va a ser devastado por el Ejército del Mal, exactamente por Verudosa, un conocido de Zaboera que es capaz de tomar la apariencia del maestro Avan o de cualquier otro ser a través de la memoria y, así tender una trampa a Dai quien se verá atrapado por sus propios compañeros Maam y Popp y que desencadenará en una lucha sin cuartel en donde deberá utilizar su mejor técnica añadida a la misteriosa Señal del Dragón.
La duración aproximada del ova es de (40:58 min.).

### OVA 3: Los Seis Grandes Generales
El reino de Papnica está siendo reconstruido por todos los habitantes, incluidos los héroes. Al otro lado se encuentra Hadlar en una situación delicada, ya que acaba de perder a Flazzard y ya son tres de los seis generales los que han caído. Por sorpresa, se le aparece Galbasu, un demonio del mundo del mal que ha llegado para deshacerse de una vez por todas de Dai y compañía.
Mientras tanto en Papnica se encuentran Leona y los sabios en un banquete junto con Dai, Popp, Maam, Matoriv y Baduck.
Al poco, Maam observa como el cielo oscurece a orillas del mar, donde se halla el pueblo que han reconstruido. Allí mismo se encuentran los subordinados de Galbasu que empiezan a destruir todo lo que se encuentran a su paso. Dai y Popp se enfrentan a ellos, pero se dan cuenta de que son demasiados, aun así los secuaces de Galbasu: Dagurudora, Zangurei, Buregan, Menero, Desukaaru y Beguroma se retiran al haber cumplido su objetivo. Asimismo, Dai consigue matar a un dragón volador.
El objetivo ha consistido en extraer el alma de Maam y utilizarla de rehén para que Dai vaya solo a rescatarla y la fuerza del grupo desaparezca.
Solo puede ir Dai, ya que en la base de Galbasu se respira un veneno mortal y ellos nada más han dejado un antídoto a los defensores de la Paz. Sin embargo, nuestro héroe no estará solo en el rescate para liberar a Maam, ya que contará con la ayuda inseparable de Crocodine y el Guerrero Inmortal; Hyunckel. Juntos se enfrentarán a los enemigos que poseen cualidades bien diferentes para la lucha, y donde Galbasu se reserva un último as en la manga en caso de fallar su plan. Sin duda, un final espectacular e inesperado.
La duración del Ova es de unos (39:50 min.).

## Seiyū y Doblaje
| Personaje      | Actor de voz (Japón)                    | Actor de voz (España) | Actor de Voz (México)                                                                               |
| -------------- | --------------------------------------- | --------------------- | --------------------------------------------------------------------------------------------------- |
| Dai            | Toshiko Fujita Atsumi Tanezaki (2020)   | Ana Cremades          | Marina Huerta Claudia Motta (2022)                                                                  |
| Maam           | Miina Tominaga Mikako Komatsu (2020)    | Gracia Carvajal       | María Fernanda Morales Azul Valadez (2022)                                                          |
| Popp           | Keiichi Nanba Toshiyuki Toyonaga (2020) | David Arnáiz          | René García Miranda (primeros Episodios) José Antonio Macías (resto de la serie) Héctor Mena (2022) |
| Princesa Leona | Aya Hisakawa Saori Hayami (2020)        | Ana Fernández         | Rebeca Patiño Jessica Ángeles (2022)                                                                |
| Maestro Avan   | Hideyuki Tanaka Takahiro Sakurai (2020) | Luis Fernando Ríos    | Ricardo Hill Manuel Campuzano (2022)                                                                |
| Baduck         | Aruno Tahara Yōhei Tadano (2020)        | Luis Fernando Ríos    | Federico Romano Jesse Conde (2022)                                                                  |
| Baran          | Unshō Ishizuka Shō Hayami (2020)        | Daniel Palacios       | Ricardo Hill Gerardo Vásquez (2022)                                                                 |
| Crocodine      | Banjō Ginga Tomoaki Maeno (2020)        | Ángel Corpa           | Carlos Magaña (†) Ricardo Brust (2022)                                                              |
| Flazzard       | Ken Yamaguchi Tōru Nara (2020)          | Juan Fernádez Mejías  | Carlos Magaña (†) Rubén León (2022)                                                                 |
| Zaboera        | Naoki Tatsuta Mitsuo Iwata (2020)       | Mariano Fraile        | Roberto Carrillo Jorge Roig (2022)                                                                  |
| Abuelo Brass   | Isamu Tanonaka Kenichi Ogata (2020)     | Daniel Palacios       | Ricardo Lezama Alejandro Villeli (2022)                                                             |
| Gome           | Mariko Kouda Ai Furihata (2020)         | ?                     | Adrián Fogarty Scarlet Miuller (2022)                                                               |
| Derolin        | Hikaru Midorikawa Hiro Shimono (2020)   | Paco Lozano           | Adrián Fogarty Víctor Ugarte (2022)                                                                 |
| Masopho        | Takeshi Aono Hiroshi Iwasaki (2020)     | Mariano Peña          | Ricardo Hill Hugo Navarrete (2022)                                                                  |
| Vearn          | Kenji Utsumi Takaya Hashi (2020)        | Jesús Prieto (†)      | Adrián Fogarty Blas García (2022)                                                                   |
| Narración      | Hideyuki Tanaka Takahiro Sakurai (2020) | Jesús Prieto (†)      | Jaime Ortiz Pino Manuel Campuzano (2022)                                                            |